# Pinnatella herpetineura
Pinnatella herpetineura là một loài Rêu trong họ Neckeraceae. Loài này được (Besch.) Kindb. ex Paris miêu tả khoa học đầu tiên năm 1909.